# Le Lion de terre
Le Lion de terre es una isla rocosa, compuesta de rocas rojas (pórfido), ubicada en la bahía de San Rafael (baie de Saint-Raphaël), al este del puerto o marina de Santa Lucía en el país europeo de Francia. Se encuentra cerca de otra isla rocosa llamada el León del mar (le Lion de mer). Administrativamente hace parte de la región de Provenza-Alpes-Costa Azul (Provence-Alpes-Côte d'Azur), y del departamento de Var.